# Alfred Cort Haddon
Alfred Cort Haddon, Sc.D., FRS (Londres, 24 de maio de 1855 – Cambridge, 20 de abril de 1940) foi um antropólogo e etnólogo inglês.

## Biografia
Alfred Cort Haddon nasceu em 24 de maio de 1855 em Londres, filho do empresário de tipografia John Haddon. Atendeu o King's College de Londres e ensinou zoologia e geografia em um colégio feminino em Dover antes de entrar para o Christ's College em Cambridge, onde estudou zoologia e tornou-se amigo de John Holland Rose, com cuja irmã se casou em 1883. Logo após adquirir seu título de Master of Arts, foi apontado Demonstrador de Zoologia em Cambridge em 1882.
Em 1897, recebeu o título de Doctor of Science. Em 1898, liderou uma notória expedição para as Ilhas do Estreito de Torres, a fim de estudar seus aborígenes nativos. Durante a Primeira Guerra Mundial, o estudo de antropologia em sua universidade foi prejudicado, e foi para a França a fim de trabalhar para a Associação Cristã de Moços. Após retornar, tornou-se tutor de diversos antropólogos, supervisando seu trabalho, inclusive de sua própria filha, que seguiu a intuição do pai da significância antropológica dos padrões de cama de gato pelo mundo, especializando-se no tema. Contribuiu para a Encyclopædia Britannica, o Dictionary of National Biography e a Encyclopædia of Religion and Ethics. Recebeu a Medalha Huxley em 1920 e foi membro da Royal Society.
Faleceu em 1937, sendo sobrevivido por um filho e duas filhas.